# Pseudomythodes rufipes
Pseudomythodes rufipes là một loài bọ cánh cứng trong họ Cerambycidae.